# Alexander Sergejewitsch Parfenjuk

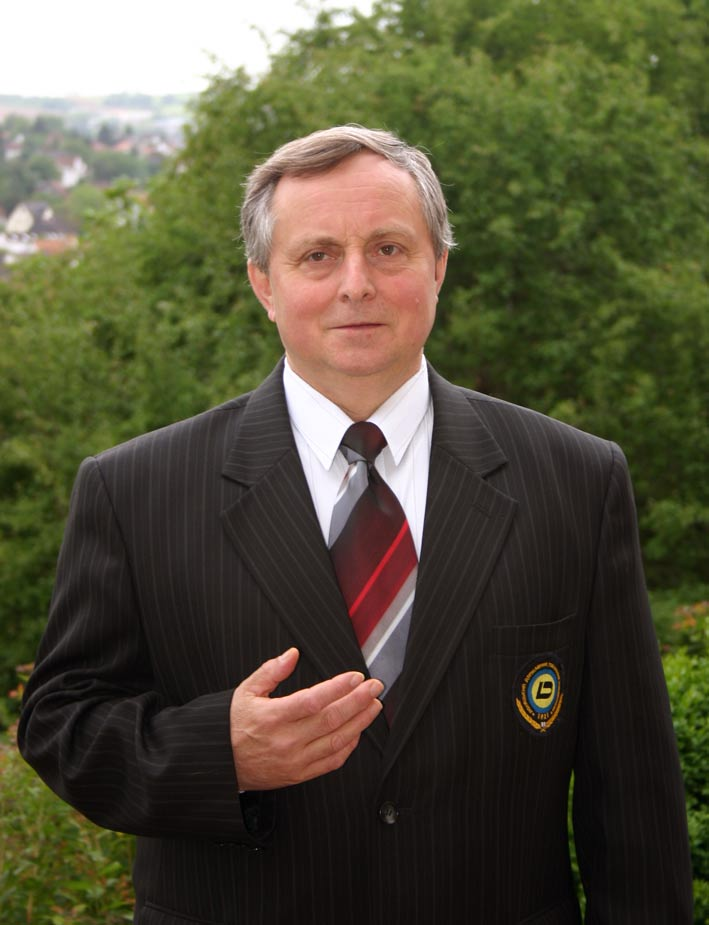
Alexander S. Parfenjuk 2007

Alexander Sergejewitsch Parfenjuk (russisch Александр Сергеевич Парфенюк; * 16. Mai 1947 in Kostjantyniwka; † 10. August 2017 in Oleschky bei Cherson) war Professor an der Nationalen Technischen Universität Donezk (DonNTU) in Donezk, Ukraine, und Dekan der Fakultät für Ökologie, Chemie und Verfahrenstechnik. Die Schwerpunkte seiner Forschungsarbeit lag im Bereich der Prozesse, Maschinen und Apparate für die Kokschemie, der Abfallverarbeitung und anderer Umwelttechniken.

## Leben
Parfenjuk wuchs in Konstantinovka (Oblast Donezk) auf und besuchte dort die Schule Nr. 1. 1966 bis 1969 studierte er am Ukrainischen Polytechnischen Institut in Charkiw (USPI), Filiale Konstantinowka, im Abendstudium. 1969 bis 1972 wechselte er an das Donezker Polytechnische Institut (DPI), das er mit dem Diplom für Maschinen und Apparate für chemische Betriebe abschloss. 
1972 bis 1974 leitete Parfenjuk als Ingenieur das Studentenprojektkonstruktionsbüro am DPI. 1974 bis 1976 war er Lehrer am Donezker Politechnikum (Fachhochschule).
1976 bis 1979 begann er am Lehrstuhl für Maschinen und Apparate in chemischen Betrieben als Lehrer. 1979 bis 1981 war er Aspirant  am Moskauer Institut für chemischen Maschinenbau. Dort promovierte er als Kandidat für technische Wissenschaften für Maschinen und Apparate in chemischen Betrieben.
1981 wechselte Parfenjuk zurück nach Donezk, wo er an der Nationalen Technischen Universität unterrichtete. 1987 bis 2001 war er Dozent an der Universität. 2001 wurde er zum ordentlichen Professor am Lehrstuhl für Maschinen und Apparate in chemischen Betrieben berufen. Von 2004 bis 2010 war er Dekan der Fakultät für Ökologie, Chemie und Verfahrenstechnik. 2010 habilitierte er als Dr. habil. an der Nationalen Technischen Universität der Ukraine „KPI“. Seit diesem Jahr leitete er die neu begründete Fakultät für Maschinenbau, Umwelt und Chemische Technologie (Факультет машинобудування, екології та хімічних технологій); seit 2014 in Krasnoarmijsk.
Parfenjuk war seit 1971 verheiratet, hat zwei Kinder und vier Enkelkinder.

## Leistungen/Auszeichnungen
- Verdienter Erfinder der Ukraine
- Preisträger der Forschungsprämie des Ministerrates der UdSSR

## Werke
- Mehr als 250 Veröffentlichungen in der Fachliteratur
- 69 Patente